# Heterostegina
Heterostegina es un género de foraminífero bentónico de la familia Nummulitidae, de la superfamilia Nummulitoidea, del suborden Rotaliina y del orden Rotaliida. Su especie tipo es Heterostegina depressa. Su rango cronoestratigráfico abarca desde el Eoceno superior hasta la Actualidad.

## Clasificación
Se han descrito numerosas especies de Heterostegina. Entre las especies más interesantes o más conocidas destacan:
- Heterostegina borneensis
- Heterostegina depressa

Un listado completo de las especies descritas en el género Heterostegina puede verse en el siguiente anexo.
En Heterostegina se han considerado los siguientes subgéneros:
- Heterostegina (Vlerkina), también considerado como género Vlerkina
- Heterostegina (Vlerkinella), también considerado como género Vlerkinella y aceptado como Heterostegina